# Résenlieu
Résenlieu település Franciaországban, Orne megyében. Lakosainak száma 174 fő (2022. január 1.). Résenlieu Saint-Evroult-de-Montfort, Croisilles, Gacé és Ménil-Hubert-en-Exmes községekkel határos.

## Népesség
A település népessége az elmúlt években az alábbi módon változott:
| Lakosok száma | 199  | 178  | 179  | 171  | 173  | 176  | 178  | 177  | 174  |
|               | 2013 | 2015 | 2016 | 2017 | 2018 | 2019 | 2020 | 2021 | 2022 |